# The Walking Dead (franquicia)
The Walking Dead es una franquicia estadounidense sobre el apocalipsis zombie creada por Robert Kirkman y dibujada inicialmente por Tony Moore, quien fue reemplazado por Charlie Adlard a partir del número 7 del cómic. Está ambientada en un universo ficticio compartido.
La franquicia se ha convertido en siete series de televisión, también incluye ocho series web, ciento noventa y tres cómics, diez novelas, diversos videojuegos, bandas sonoras, entre otros. Para distinguir si los diversos productos son derivados del universo del cómics o de la serie dependerá de su distribución original, para todo lo relacionado al cómics la empresa a cargo es Skybound Entertainment, mientras que para la serie es AMC.
El cómic The Walking Dead se adaptó inicialmente a la serie de televisión The Walking Dead. Le siguió la serie derivada Fear the Walking Dead y la franquicia se expandió con la series derivadas World Beyond, Tales of the Walking Dead y tres spinoffs de los personajes principales de The Walking Dead: Dead City, que se centra en Negan y Maggie; Daryl Dixon, que se centra en Daryl; y The Ones Who Live que se centra en Rick y Michonne. En abril de 2023, se anunció el desarrollo de una serie titulada More Tales from the Walking Dead Universe.

## Series de televisión
En enero de 2010, AMC lanzó un episodio piloto de The Walking Dead basado en el cómic del mismo nombre y desarrollado por Frank Darabont y Gale Anne Hurd. El programa se estrenó el 31 de octubre de 2010. The Walking Dead se hizo conocido como la serie insignia de AMC y como un gigante de los ratings. A partir de su tercera temporada, la serie atrajo a la mayor cantidad de espectadores de entre 18 y 49 años de cualquier serie de televisión por cable o abierta. La serie fue recibida positivamente por la crítica.
Siete series de televisión componen la franquicia The Walking Dead: The Walking Dead, Fear the Walking Dead, World Beyond, Tales of the Walking Dead, Dead City, Daryl Dixon y The Ones Who Live. Todas las series en total suman 334 episodios repartidos en 25 temporadas de televisión, contado hasta los últimos 6 capítulos de la primera temporada de The Walking Dead: The Ones Who Live (2024).
| Serie                                     | Temporada | Temporada | Episodios | Episodios | Emisión original         | Emisión original         | Showrunner(s)                      | Estado       |
| Serie                                     | Temporada | Temporada | Episodios | Episodios | Primera emisión          | Última emisión           | Showrunner(s)                      | Estado       |
| ----------------------------------------- | --------- | --------- | --------- | --------- | ------------------------ | ------------------------ | ---------------------------------- | ------------ |
| The Walking Dead                          |           | 1         | 6         | 6         | 31 de octubre de 2010    | 5 de diciembre de 2010   | Frank Darabont                     | Finalizada   |
| The Walking Dead                          |           | 2         | 13        | 13        | 16 de octubre de 2011    | 18 de marzo de 2012      | Glen Mazzara                       | Finalizada   |
| The Walking Dead                          |           | 3         | 16        | 16        | 14 de octubre de 2012    | 31 de marzo de 2013      | Glen Mazzara                       | Finalizada   |
| The Walking Dead                          |           | 4         | 16        | 16        | 13 de octubre de 2013    | 30 de marzo de 2014      | Scott M. Gimple                    | Finalizada   |
| The Walking Dead                          |           | 5         | 16        | 16        | 12 de octubre de 2014    | 29 de marzo de 2015      | Scott M. Gimple                    | Finalizada   |
| The Walking Dead                          |           | 6         | 16        | 16        | 11 de octubre de 2015    | 3 de abril de 2016       | Scott M. Gimple                    | Finalizada   |
| The Walking Dead                          |           | 7         | 16        | 16        | 23 de octubre de 2016    | 2 de abril de 2017       | Scott M. Gimple                    | Finalizada   |
| The Walking Dead                          |           | 8         | 16        | 16        | 22 de octubre de 2017    | 15 de abril de 2018      | Scott M. Gimple                    | Finalizada   |
| The Walking Dead                          |           | 9         | 16        | 16        | 7 de octubre de 2018     | 31 de marzo de 2019      | Angela Kang                        | Finalizada   |
| The Walking Dead                          |           | 10        | 22        | 22        | 6 de octubre de 2019     | 4 de abril de 2021       | Angela Kang                        | Finalizada   |
| The Walking Dead                          |           | 11        | 24        | 24        | 22 de agosto de 2021     | 20 de noviembre de 2022  | Angela Kang                        | Finalizada   |
| Fear the Walking Dead                     |           | 1         | 6         | 6         | 23 de agosto de 2015     | 4 de octubre de 2015     | Dave Erickson                      | Finalizada   |
| Fear the Walking Dead                     |           | 2         | 15        | 15        | 10 de abril de 2016      | 2 de octubre de 2016     | Dave Erickson                      | Finalizada   |
| Fear the Walking Dead                     |           | 3         | 16        | 16        | 4 de junio de 2017       | 15 de octubre de 2017    | Dave Erickson                      | Finalizada   |
| Fear the Walking Dead                     |           | 4         | 16        | 16        | 15 de abril de 2018      | 30 de septiembre de 2018 | Andrew Chambliss & Ian B. Goldberg | Finalizada   |
| Fear the Walking Dead                     |           | 5         | 16        | 16        | 2 de junio de 2019       | 29 de septiembre de 2019 | Andrew Chambliss & Ian B. Goldberg | Finalizada   |
| Fear the Walking Dead                     |           | 6         | 16        | 16        | 11 de octubre de 2020    | 13 de junio de 2021      | Andrew Chambliss & Ian B. Goldberg | Finalizada   |
| Fear the Walking Dead                     |           | 7         | 16        | 16        | 17 de octubre de 2021    | 5 de junio de 2022       | Andrew Chambliss & Ian B. Goldberg | Finalizada   |
| Fear the Walking Dead                     |           | 8         | 12        | 12        | 14 de mayo de 2023       | 19 de noviembre de 2023  | Andrew Chambliss & Ian B. Goldberg | Finalizada   |
| World Beyond                              |           | 1         | 10        | 10        | 4 de octubre de 2020     | 29 de noviembre de 2020  | Matthew Negrete                    | Finalizada   |
| World Beyond                              |           | 2         | 10        | 10        | 3 de octubre de 2021     | 5 de diciembre de 2021   | Matthew Negrete                    | Finalizada   |
| Tales of the Walking Dead                 |           | 1         | 6         | 6         | 14 de agosto de 2022     | 18 de septiembre de 2022 | Channing Powell                    | Finalizada   |
| Dead City                                 |           | 1         | 6         | 6         | 18 de junio de 2023      | 23 de julio de 2023      | Eli Jorné                          | Estrenada    |
| Dead City                                 |           | 2         | 8         | 8         | 4 de mayo de 2025        | 22 de julio de 2025      | Eli Jorné                          | Estrenada    |
| Daryl Dixon                               |           | 1         | 6         | 6         | 10 de septiembre de 2023 | 15 de octubre de 2023    | David Zabel                        | Estrenada    |
| Daryl Dixon                               |           | 2         | 6         | 6         | 29 de septiembre de 2024 | 3 de noviembre de 2024   | David Zabel                        | Estrenada    |
| Daryl Dixon                               |           | 3         | —         | —         | —                        | —                        | David Zabel                        | En filmación |
| The Ones Who Live                         |           | 1         | 6         | 6         | 25 de febrero de 2024    | 31 de marzo de 2024      | Scott M. Gimple                    | Finalizada   |
| More Tales from the Walking Dead Universe |           | 1         | 6         | 6         | —                        | —                        | Scott M. Gimple                    | En filmación |

### The Walking Dead(2010-2022)
El ayudante del sheriff Rick Grimes se despierta de un coma en un mundo posapocalíptico donde los no-muertos, conocidos como caminantes, han tomado el control. Rick debe luchar por su supervivencia para proteger a su familia y amigos. Si bien los caminantes son su principal amenaza, otros humanos crean conflictos. Con el colapso de la civilización moderna, estos supervivientes deben enfrentarse a otros supervivientes humanos que han formado grupos y comunidades con sus propios conjuntos de leyes y morales, lo que a veces conduce a conflictos abiertos y hostiles entre ellos.

### Fear the Walking Dead(2015-2023)
En septiembre de 2013, se anunció que Robert Kirkman, creador del cómic original, Hurd, y Dave Alpert crearían una serie de televisión derivada complementaria con un nuevo conjunto de personajes. El programa se tituló Fear the Walking Dead.  AMC comenzó el desarrollo de la serie alrededor de septiembre de 2013 y se comprometió a emitir dos temporadas en marzo de 2015. Fear the Walking Dead se emitió por primera vez el 23 de agosto de 2015.
Fear the Walking Dead, desarrollada por Kirkman, presenta un conjunto diferente de personajes. La serie comienza en el inicio del apocalipsis zombi, y sigue a varias personas que escapan de Los Ángeles mientras los militares intentan poner en cuarentena la ciudad y buscan refugio a lo largo de la costa oeste de los Estados Unidos y México. La serie comenzó como una precuela, pero luego cambió para ejecutarse simultáneamente con la serie original al agregar a Lennie James al elenco principal, repitiendo su papel de Morgan Jones en The Walking Dead. La aparición de James en Fear the Walking Dead fue el primer crossover dentro de la franquicia. El segundo cruce ocurrió cuando Austin Amelio repitió su papel del reformado Salvador Dwight en la quinta temporada del programa.

### The Walking Dead: World Beyond(2020-2021)
En abril de 2019, AMC anunció oficialmente que había ordenado una serie de 10 episodios creada por Scott M. Gimple y Matthew Negrete. La serie se centra en la primera generación de niños que han crecido durante el apocalipsis zombi que se hacen llamar «Endlings», y son conscientes de cómo sobrevivir si se enfrentan a ellos, pero otros han sido criados detrás de las paredes y nunca han experimentado la supervivencia.
La producción comenzó en julio de 2019 en Richmond, Virginia, con Jordan Vogt-Roberts dirigiendo el piloto y duró dos temporadas. La serie está protagonizada por Aliyah Royale, Alexa Mansour, Annet Mahendru, Nicolas Cantu, Hal Cumpston, Nico Tortorella y Julia Ormond. La segunda temporada presentó el tercer crossover de la franquicia, con Pollyanna McIntosh retomando su papel de Jadis de The Walking Dead.

### Tales of the Walking Dead(2022)
En septiembre de 2020, Gimple anunció que se estaba preparando una serie de antología. La serie recibió luz verde en octubre de 2021 y se tituló Tales of the Walking Dead. Finalizó el 18 de septiembre de 2022, Channing Powell, quien escribió para The Walking Dead y Fear the Walking Dead, se desempeñó como showrunner. Es una serie de antología episódica que presenta personajes nuevos y existentes dentro del universo de The Walking Dead.

### The Walking Dead: Dead City(2023-presente)
En marzo de 2022, AMC dio luz verde oficialmente a Isle of the Dead, protagonizada por Jeffrey Morgan y Lauren Cohan como sus personajes Negan y Maggie, respectivamente. También son productores ejecutivos con Eli Jorné, quien se desempeña como showrunner. La serie estará ambientada en Manhattan. En agosto de 2022, la serie fue retitulada como The Walking Dead: Dead City. La serie de seis episodios se estrenó en junio de 2023. En julio de 2023, se renovó para una segunda temporada.

### The Walking Dead: Daryl Dixon(2023-presente)
En septiembre de 2020 también se anunció una serie derivada creada por Angela Kang y Scott M. Gimple protagonizada por Reedus y McBride como sus personajes Daryl y Carol, respectivamente, con planes de salir al aire en 2023 después de la conclusión de la undécima temporada del programa principal. En abril de 2022, el proyecto fue reestructurado para centrarse completamente en Daryl y McBride abandonó el proyecto. La serie está ambientada y filmada en Europa a mediados de 2022, lo que la haría logísticamente insostenible para McBride. David Zabel actúa como showrunner, quien reemplaza a Kang. En octubre de 2022, se reveló que el título de la serie era Daryl Dixon. La serie se estrenó el 10 de septiembre de 2023. En julio de 2023, se renovó para una segunda temporada.

### The Walking Dead: The Ones Who Live(2024)
Tras la partida de Andrew Lincoln como Rick Grimes durante la novena temporada, el director de contenido Scott Gimple declaró que planean crear tres películas originales de AMC para explorar eventos relacionados con el personaje de Rick en el futuro. Además de Lincoln, Danai Gurira (Michonne) y Pollyanna McIntosh (Jadis / Anne) también estaban programadas para protagonizar estas películas. Gimple declaró que estos no serían simplemente episodios extendidos, ni intentarían adaptar ninguna de las historias cómicas, sino que involucrarían en gran medida a Kirkman en su desarrollo. Las películas estaban programadas para estrenarse en los cines por Universal Pictures. Sin embargo, en la Comic-Con de San Diego de 2022, se anunció que las películas ahora se están transformando en una miniserie de seis episodios protagonizada por Lincoln y Gurira.
La serie concluirá la historia de Rick y Michonne siguiendo la conclusión de la serie principal. La serie tiene lugar después de los acontecimientos del quinto episodio de la novena temporada, «What Comes After» y el decimotercer episodio de la décima temporada «What We Become», y presenta una historia de amor épica de dos personajes cambiados por un mundo cambiado. Gurira confirmó que sería la escritora de la serie y sería acreditada como cocreadora junto a Gimple. La serie de seis episodios se estrenó el 25 de febrero de 2024.

### More Tales from the Walking Dead Universe
El desarrollo de una serie titulada More Tales from the Walking Dead Universe se anunció en abril de 2023, escrita por Scott M. Gimple.

## Series web
| Serie                 | Temporada | Temporada         | Episodios | Episodios | Emisión original      | Emisión original     |
| Serie                 | Temporada | Temporada         | Episodios | Episodios | Primera emisión       | Última emisión       |
| --------------------- | --------- | ----------------- | --------- | --------- | --------------------- | -------------------- |
| The Walking Dead      |           | Torn Apart        | 6         | 6         | 3 de octubre de 2011  | 3 de octubre de 2011 |
| The Walking Dead      |           | Cold Storage      | 4         | 4         | 1 de octubre de 2012  | 1 de octubre de 2012 |
| The Walking Dead      |           | The Oath          | 3         | 3         | 1 de octubre de 2013  | 1 de octubre de 2013 |
| The Walking Dead      |           | Red Machete       | 6         | 6         | 22 de octubre de 2017 | 9 de abril de 2018   |
| Fear The Walking Dead |           | Flight 462        | 16        | 16        | 4 de octubre de 2015  | 26 de marzo de 2016  |
| Fear The Walking Dead |           | Passage           | 16        | 16        | 31 de octubre de 2016 | 27 de marzo de 2017  |
| Fear The Walking Dead |           | The Althea Tapes  | 6         | 6         | 27 de julio de 2019   | 8 de agosto de 2019  |
| Fear The Walking Dead |           | Dead in the Water | 6         | 6         | 10 de abril de 2022   | 10 de abril de 2022  |

### WebisodiosThe Walking Dead(2011-2018)
Paralelamente a la serie se comenzaron a lanzar diversos webisodios, el primero de ellos se lanzó al comienzo de la segunda temporada de TWD, Torn Apart (2011) en el sitio web oficial de AMC. La serie web está dirigida por el artista de maquillaje de efectos especiales y el coproductor ejecutivo Greg Nicotero y cuenta la historia del origen de Hannah, también conocida como «La chica de la bicicleta», la caminante que Rick Grimes encuentra y mata en el primer episodio de la primera temporada. En Latinoamérica los webisodios se estrenaron en conjunto con la segunda temporada el 18 de octubre de 2011 solo que en la página oficial de la serie. A este le siguió le siguieron los webisodios Cold Storage (2012), The Oath (2013) y Red Machete (2017).

### WebisodiosFear The Walking Dead(2015-2022)
Al igual que lo ocurrido con la serie original, para la nueva serie Fear the Walking Dead también se publicaron 4 webisodios, el primero uno de dieciséis capítulos Fear the Walking Dead: Flight 462 (2015). Una segunda serie web de 16 capítulos Passage se lanzó el 17 de octubre de 2016 y el 27 de marzo de 2017, y los episodios estuvieron disponibles en línea semanalmente y se transmitieron como promociones durante la séptima temporada de The Walking Dead. The Althea Tapes (2019) fue la tercera serie web de seis partes donde se prresenta a Althea entrevistando a diferentes supervivientes para su historia. Finalmente en marzo de 2021, AMC anunció la serie derivada digital Dead in the Water: A Fear the Walking Dead Story.

## Elenco y personajes
En esta lista se incluye todos aquellos personajes de la franquicia que han aparecido en al menos dos series.
| Personaje                 | Interpretado por      | Series de televisión | Series de televisión  | Series de televisión | Series de televisión      | Series de televisión | Series de televisión | Series de televisión | Webisodios       | Webisodios            | Otros  | Otros  |
| Personaje                 | Interpretado por      | The Walking Dead     | Fear the Walking Dead | World Beyond         | Tales of the Walking Dead | Dead City            | Daryl Dixon          | The Ones Who Live    | The Walking Dead | Fear the Walking Dead | Comics | Juegos |
| ------------------------- | --------------------- | -------------------- | --------------------- | -------------------- | ------------------------- | -------------------- | -------------------- | -------------------- | ---------------- | --------------------- | ------ | ------ |
| Aiden                     | Breeda Wool           | Invitado             |                       |                      |                           |                      |                      | Invitado             |                  |                       |        |        |
| Alex                      | Michelle Ang          |                      | Principal             |                      |                           |                      |                      |                      |                  | Principal             |        |        |
| Alpha                     | Samantha Morton       | Principal            |                       |                      | Principal                 |                      |                      |                      |                  |                       | Sí     |        |
| Althea Szewczyk-Przygocki | Maggie Grace          |                      | Principal             |                      |                           |                      |                      |                      |                  | Principal             |        |        |
| Anne (Jadis Stokes)       | Pollyanna McIntosh    | Principal            |                       | Principal            |                           |                      |                      | Principal            |                  |                       |        |        |
| Bailey                    | King Bach             | Invitado             |                       |                      |                           |                      |                      | Invitado             |                  |                       |        |        |
| Carol Peletier            | Melissa McBride       | Principal            | Invitado              |                      |                           |                      | Principal            |                      |                  |                       | Sí     | [ c ]  |
| Daryl Dixon               | Norman Reedus         | Principal            |                       |                      |                           |                      | Principal            |                      |                  |                       |        | [ d ]  |
| Dwight                    | Austin Amelio         | Principal            | Principal             |                      |                           |                      |                      |                      |                  |                       | Sí     | [ e ]  |
| Edwin Jenner              | Noah Emmerich         | Invitado             |                       | Invitado             |                           |                      |                      |                      |                  |                       |        |        |
| Gabriel Stokes            | Seth Gilliam          | Principal            |                       |                      |                           |                      |                      | Invitado             |                  |                       | Sí     | [ e ]  |
| Hershel Rhee              | Varios                | Recurrente           |                       |                      |                           | Recurrente           |                      |                      |                  |                       | Sí     |        |
| Jake Powell               | Brendan Meyer         |                      | Invitado              |                      |                           |                      |                      |                      |                  | Principal             |        |        |
| Jason Riley               | Nick Stahl            |                      | Recurrente            |                      |                           |                      |                      |                      |                  | Principal             |        |        |
| Joe                       | Jeff Kober            | Recurrente           |                       |                      |                           |                      |                      |                      | Principal        |                       |        |        |
| Judith Grimes             | Cailey Fleming        | Principal            |                       |                      |                           |                      |                      | Invitado             |                  |                       | Sí     |        |
| Maggie Greene             | Lauren Cohan          | Principal            |                       |                      |                           | Principal            |                      |                      |                  |                       | Sí     | [ h ]  |
| Michonne                  | Danai Gurira          | Principal            |                       |                      |                           |                      |                      | Principal            |                  |                       | Sí     | [ i ]  |
| Morgan Jones              | Lennie James          | Principal            | Principal             |                      |                           |                      |                      |                      |                  |                       | Sí     | [ e ]  |
| Negan                     | Jeffrey Dean Morgan   | Principal            |                       |                      |                           | Principal            |                      |                      |                  |                       | Sí     | [ j ]  |
| Paul "Jesús" Rovia        | Tom Payne             | Principal            | Invitado              |                      |                           |                      |                      |                      |                  |                       | Sí     | [ k ]  |
| Rick Grimes               | Andrew Lincoln        | Principal            | Invitado              |                      |                           |                      |                      | Principal            |                  |                       | Sí     | [ l ]  |
| R.J. Grimes               | Antony Azor           | Recurrente           |                       |                      |                           |                      |                      | Invitado             |                  |                       |        |        |
| Sherry                    | Christine Evangelista | Recurrente           | Principal             |                      |                           |                      |                      |                      |                  |                       | Sí     |        |
| Simon                     | Steven Ogg            | Principal            |                       |                      |                           | Invitado             |                      |                      |                  |                       |        |        |
| Theodore "Teddy" Maddox   | John Glover           |                      | Recurrente            |                      |                           |                      |                      |                      |                  | Invitado              |        |        |

Nota
1. 1 2  Fear the Walking Dead: Flight 462
2. ↑  Fear the Walking Dead: The Althea Tapes
3. ↑  The Walking Dead: No Man's Land,[53] The Walking Dead Onslaught,[54] The Walking Dead: Destinies.[55]
4. ↑  The Walking Dead: Survival Instinct,[56] The Walking Dead: No Man's Land,[53] The Walking Dead Onslaught,[54] The Walking Dead: Destinies,[55] y crossover en PUBG Mobile,[57] Brawlhalla,[58] y Fortnite: Battle Royale.[59]
5. 1 2 3  The Walking Dead: No Man's Land.[53]
6. 1 2  Fear the Walking Dead: Dead in the Water
7. ↑  The Walking Dead: Red Machete
8. ↑  The Walking Dead: No Man's Land,[53] The Walking Dead: Season One y crossover en  Brawlhalla.[60]
9. ↑  The Walking Dead: Michonne, The Walking Dead: No Man's Land,[53] The Walking Dead Onslaught,[54] The Walking Dead: Destinies[55] y crossover en PUBG Mobile,[57] Brawlhalla,[58] Rogue Company, [61] Fortnite: Battle Royale,[59] y Call of Duty: Modern Warfare III.[62]
10. ↑  The Walking Dead: No Man's Land,[53] Crossover en PUBG Mobile,[57]Tekken 7,[63] Brawlhalla,[60] y Rogue Company.[61]
11. ↑  The Walking Dead: A New Frontier, The Walking Dead: No Man's Land.[53]
12. ↑  The Walking Dead Onslaught,[54] The Walking Dead: No Man's Land,[53] The Walking Dead: Destinies,[55] y crossover en PUBG Mobile,[57] Brawlhalla,[58] Rogue Company,[61] Fortnite: Battle Royale.[64] y Call of Duty: Modern Warfare III.[62]

## Videojuegos

### Serie de videojuego de Telltale
Dentro de los videojuegos destacan los desarrollados por Telltale Games, desarrolladora que en 2012 y 2013 lanzó la primera temporada del videojuego The Walking Dead basado en la serie de cómics del mismo nombre. El juego se desarrolla en el mismo mundo ficticio que el cómic, poco después del inicio del apocalipsis zombie en el estado de Georgia. La mayoría de los personajes son originales de este juego, que se centra en el criminal convicto Lee Everett, quien se convierte en una figura protectora para una joven llamada Clementine.En 2013, Telltale lanzó un episodio descargable adicional, 400 Days, para extender la primera temporada y cerrar la brecha hacia la segunda temporada, lanzada más tarde ese año y posteriormente se lanzó el videojuego Michonne basado en la historia de dicho personajes para 2016 publicar la tercera temporada y la cuarta The Final Season en 2018.
| Temporada | Temporada                          | Episodios | Lanzamiento original    | Lanzamiento original |
| Temporada | Temporada                          | Episodios | Primer lanzamiento      | Último lanzamiento   |
| --------- | ---------------------------------- | --------- | ----------------------- | -------------------- |
|           | The Walking Dead: Season One       | 6         | 24 de abril de 2012     | 2 de julio de 2013   |
|           | The Walking Dead: Season Two       | 5         | 17 de diciembre de 2013 | 26 de agosto de 2014 |
|           | The Walking Dead: Michonne         | 3         | 23 de febrero de 2016   | 26 de abril de 2016  |
|           | The Walking Dead: A New Frontier   | 5         | 20 de diciembre de 2016 | 30 de mayo de 2017   |
|           | The Walking Dead: The Final Season | 4         | 14 de agosto de 2018    | 26 de marzo de 2019  |

### Otros juegos

#### Juegos de plataforma
Entre otros juegos de plataforma, a diferencia de los juegos anteriormente mencionado se publicó en 2013 The Walking Dead: Survival Instinct, un videojuego de disparos en primera persona desarrollado por Terminal Reality y publicado por Activision.Basado en un canon de la serie de televisión The Walking Dead, a diferencia del videojuego de Telltale Games, que se basa en un canon de los cómics. Otros dos videos juegos de disparos en primera persona en realidad virtual fueron The Walking Dead: Saints & Sinners (2020) y su secuela The Walking Dead: Saints & Sinners – Chapter 2: Retribution.
| Año                     | Título                                           | Desarrollador                          | Ref           |
| Consolas                | Consolas                                         | Consolas                               | Consolas      |
| ----------------------- | ------------------------------------------------ | -------------------------------------- | ------------- |
| 2013                    | The Walking Dead: Survival Instinct.             | Terminal Reality                       | [ 56 ]        |
| 2015                    | The Walking Dead: The Escapists                  | Team17                                 | [ 72 ]        |
| 2018                    | The Walking Dead: Overkill's                     | Overkill Software, Skybound            | [ 73 ]        |
| 2020                    | The Walking Dead Onslaught                       | Survios                                | [ 54 ]        |
| 2020                    | The Walking Dead: Saints & Sinners               | Skydance Interactive, Skybound         | [ 69 ]        |
| 2020                    | The Walking Dead: Bridge Constructor             | ClockStone                             | [ 74 ]        |
| 2021                    | The Walking Dead: Empires                        | Ember Entertainment                    | [ 75 ]        |
| 2022                    | The Walking Dead: Saints & Sinners: Retribution  | Skydance Interactive, Skybound         | [ 70 ]        |
| 2023                    | The Walking Dead: Betrayal                       | Other Ocean Interactive and Group      | [ 76 ]        |
| 2023                    | The Walking Dead: Destinies                      | Flux Game Studio                       | [ 55 ]        |
| Colecciones             |                                                  |                                        |               |
| 2017                    | The Walking Dead: The Telltale Series Collection | Telltale Games                         | [ 77 ]        |
| 2020                    | The Walking Dead: Ultimate Steam Bundle          | Telltale Games, Skydance Interactive,  | [ 78 ]        |
| 2020                    | The Walking Dead: The Telltale Definitive Series | Telltale Games                         | [ 79 ]        |
| Móviles (iOS y Android) |                                                  |                                        |               |
| 2012                    | The Walking Dead: Dead Reckoning                 | American Movie Classics LLC            | [ 80 ]        |
| 2013                    | The Walking Dead: Assault                        | Skybound Games                         | [ 81 ]        |
| 2015                    | The Walking Dead: Road to Survival               | Scopely, Skybound, IUGO Mobile         | [ 82 ]        |
| 2015                    | The Walking Dead: No Man's Land                  | Next Games, A Netflix Game Studio      | [ 53 ] [ 83 ] |
| 2016                    | Fear the Walking Dead: Dead Run                  | Versus Evil                            | [ 84 ]        |
| 2017                    | The Walking Dead: March to War                   | Disruptor Beam                         | [ 85 ]        |
| 2017                    | The Walking Dead Encounter                       | Skybound Entertainment, Mountain Dew   | [ 86 ]        |
| 2018                    | The Walking Dead: Our World                      | Next Games                             | [ 72 ]        |
| 2018                    | The Walking Dead: Casino Slots                   | Tilting Point                          | [ 87 ]        |
| 2021                    | The Walking Dead: Survivors                      | Galaxy Play Technology Limited         | [ 88 ]        |
| 2021                    | The Walking Dead: The Sandbox                    | Animoca Brands, Skybound Entertainment | [ 89 ]        |
| 2022                    | The Walking Dead: All-Stars                      | Funflow, Gamevil                       | [ 90 ]        |
| Social games (Facebook) |                                                  |                                        |               |
| 2012                    | The Walking Dead: Social Game                    | Eyes Wide Games                        | [ 91 ]        |
| 2012                    | The Walking Dead: Left Behind                    | Red Bee Media                          | [ 92 ]        |
| 2012                    | The Walking Dead: Atlanta Run                    | MP Game Studio                         | [ 93 ]        |
| 2021                    | The Walking Dead Life                            | Playco                                 | [ 94 ]        |
| 2022                    | The Walking Dead: Last Mile                      | Pipeworks, Skybound                    | [ 95 ]        |
| Juegos de rol           |                                                  |                                        |               |
| 2023                    | The Walking Dead Universe Roleplaying Game       | Free League Publishing                 | [ 96 ]        |

#### Juegoscrossovery colaboraciones
- PUBG Mobile, aparición de Michonne, Rick, Daryl y Negan en 2019.[57]
- Tekken 7, aparición del personaje Negan en 2019.[63]
- Brawlhalla, aparición de Michonne, Rick y Daryl en 2020,[58] Maggie y Negan en 2021.[60]
- Fortnite: Battle Royale, aparición de Michonne, Rick y Daryl en 2021.[59][64]
- Rogue Company, aparición de Michonne, Rick y Negan en 2022.[61]
- Dying Light 2: Stay Human, incluyó el atuendo de Rick, la katana de Michonne, el cuchillo y el bate Lucille de Negan en 2023.[97]
- Last Shelter: Survival, juego de estrategia y gestión colaboró con la franquicia en 2023.[98]
- Tomb Raider, colaboró con la franquicia para la inclusión de su personaje Lara Croft en The Walking Dead: Survivors en 2023.[99]
- Call of Duty: Modern Warfare III, aparición de Michonne y Rick en 2024.[62]

#### Juegos de mesa
- The Walking Dead Board Game (2011), lanzado por Cryptozoic Entertainment.[100]
- The Walking Dead: The Board Game (2011) de Robert Kirkman y lanzado por Z-Man Games.[101]
- The Walking Dead Board Game: Best Defense (2013), lanzado por Cryptozoic Entertainment.[102]
- Monopoly: The Walking Dead Survival Edition (2013) lanzado por USAopoly.[103]
- Risk: The Walking Dead – Survival Edition (2013) , lanzado por Hasbro y The Op Games.[103]
- The Walking Dead: The Prison (2014), lanzado por Alliance Game Distributors.[104]

#### Juegos en miniatura
- The Walking Dead: All Out War (2016), juego de guerra lanzado por Mantic Games.[105]
- The Walking Dead: Call To Arms (2019) lanzado por Mantic Games.[105]

## Historieta

### Cómics
The Walking Dead es una serie de cómics en blanco y negro que sigue el viaje de Rick Grimes, su familia y amigos después de un apocalipsis zombie . El primer número fue publicado por Image Comics. El cómic fue creado por el escritor Robert Kirkman y el dibujante de cómics Tony Moore (quien fue reemplazado por Charlie Adlard a partir del número 7 y Moore continuó dibujando las portadas hasta el número 24.
Los comics inicialmente vienen en recopilatorios en tapa blanda o trade paperback recogen seis cómics estadounidenses cada uno, pero solo contienen la historia y no la portada. Cada libro de bolsillo sigue la costumbre de tener un título de tres palabras. A partir de 2003 la serie tuvo 193 números, y Kirkman la terminó inesperadamente en 2019. Aparte de algunos especiales, el cómic se publicó principalmente en blanco y negro. Comenzó a publicar versiones coloreadas número por número por Dave McCaig, a partir de octubre de 2020.  Se editaron 32 volumen que alcanzaron los 193 cómics. Posteriormente, se editaron dieciséis versiones de tapas duras, 8 ediciones ómnibus y cuatro ediciones compendio para agrupar las 193 historietas.
| Título                                           | ISBN          | Lanzamiento original     | Cómics incluidos          |
| ------------------------------------------------ | ------------- | ------------------------ | ------------------------- |
| The Walking Dead Vol. 1: Days Gone Bye           | 1-58240-358-9 | 12 de mayo de 2004       | The Walking Dead #1–6     |
| The Walking Dead Vol. 2: Miles Behind Us         | 1-58240-413-5 | 24 de noviembre de 2004  | The Walking Dead #7–12    |
| The Walking Dead Vol. 3: Safety Behind Bars      | 1-58240-487-9 | 18 de mayo de 2005       | The Walking Dead #13–18   |
| The Walking Dead Vol. 4: The Heart's Desire      | 1-58240-530-1 | 29 de noviembre de 2005  | The Walking Dead #19–24   |
| The Walking Dead Vol. 5: The Best Defense        | 1-58240-612-X | 27 de septiembre de 2006 | The Walking Dead #25–30   |
| The Walking Dead Vol. 6: This Sorrowful Life     | 1-58240-684-7 | 11 de abril de 2007      | The Walking Dead #31–36   |
| The Walking Dead Vol. 7: The Calm Before         | 1-58240-828-9 | 6 de septiembre de 2007  | The Walking Dead #37–42   |
| The Walking Dead Vol. 8: Made to Suffer          | 1-58240-883-1 | 25 de junio de 2008      | The Walking Dead #43–48   |
| The Walking Dead Vol. 9: Here We Remain          | 1-60706-022-1 | 21 de enero de 2009      | The Walking Dead #49–54   |
| The Walking Dead Vol. 10: What We Become         | 1-60706-075-2 | 12 de agosto de 2009     | The Walking Dead #55–60   |
| The Walking Dead Vol. 11: Fear the Hunters       | 1-60706-122-8 | 6 de enero de 2010       | The Walking Dead #61–66   |
| The Walking Dead Vol. 12: Life Among Them        | 1-60706-254-2 | 3 de agosto de 2010      | The Walking Dead #67–72   |
| The Walking Dead Vol. 13: Too Far Gone           | 1-60706-329-8 | 17 de noviembre de 2010  | The Walking Dead #73–78   |
| The Walking Dead Vol. 14: No Way Out             | 1-60706-392-1 | 22 de junio de 2011      | The Walking Dead #79–84   |
| The Walking Dead Vol. 15: We Find Ourselves      | 1-60706-440-5 | 27 de diciembre de 2011  | The Walking Dead #85–90   |
| The Walking Dead Vol. 16: A Larger World         | 1-60706-559-2 | 6 de junio de 2012       | The Walking Dead #91–96   |
| The Walking Dead Vol. 17: Something to Fear      | 1-60706-615-7 | 4 de diciembre de 2012   | The Walking Dead #97–102  |
| The Walking Dead Vol. 18: What Comes After       | 1-60706-687-4 | 5 de junio de 2013       | The Walking Dead #103–108 |
| The Walking Dead Vol. 19: March to War           | 1-60706-818-4 | 13 de noviembre de 2013  | The Walking Dead #109–114 |
| The Walking Dead Vol. 20: All Out War (Part One) | 1-60706-882-6 | 11 de marzo de 2014      | The Walking Dead #115-120 |
| The Walking Dead Vol. 21: All Out War (Part Two) | 1-63215-030-1 | 29 de julio de 2014      | The Walking Dead #121-126 |
| The Walking Dead Vol. 22: A New Beginning        | 1-63215-041-7 | 5 de noviembre de 2014   | The Walking Dead #127-132 |
| The Walking Dead Vol. 23: Whispers into Screams  | 1-63215-258-4 | 12 de mayo de 2015       | The Walking Dead #133-138 |
| The Walking Dead Vol. 24: Life and Death         | 1-63215-402-1 | 26 de agosto de 2015     | The Walking Dead #139-144 |
| The Walking Dead Vol. 25: No Turning Back        | 1-63215-659-8 | 5 de abril de 2016       | The Walking Dead #145-150 |
| The Walking Dead Vol. 26: Call to Arms           | 1-63215-917-1 | 14 de septiembre de 2016 | The Walking Dead #151-156 |
| The Walking Dead Vol. 27: The Whisperer War      | 1-53430-052-X | 7 de marzo de 2017       | The Walking Dead #157-162 |
| The Walking Dead Vol. 28: A Certain Doom         | 1-53430-244-1 | 3 de octubre de 2017     | The Walking Dead #163-168 |
| The Walking Dead Vol. 29: Lines We Cross         | 1-53430-497-5 | 13 de marzo de 2018      | The Walking Dead #169-174 |
| The Walking Dead Vol. 30: New World Order        | 1-53430-884-9 | 5 de septiembre de 2018  | The Walking Dead #175-180 |
| The Walking Dead Vol. 31: The Rotten Core        | 1-53431-052-5 | 12 de marzo de 2019      | The Walking Dead #181-186 |
| The Walking Dead Vol. 32: Rest in Peace          | 1-53431-241-2 | 13 de agosto de 2019     | The Walking Dead #187-193 |

### Novelas
Entre 2011 y 2014 se publicó una serie de novelas basadas en cómics, escritas por Robert Kirkman y Jay Bonansinga, centradas en el antagonista "El Gobernador". Los libros, que tienen lugar en el brote inicial, narran sus experiencias desde la supervivencia en el mundo recientemente devastado hasta su establecimiento como líder de Woodbury y, finalmente, la conclusión de la historia del arco de la prisión en los cómics. Después de The Walking Dead: The Fall of the Governor, Bonansinga continuó las novelas de Walking Dead como único autor, con el nombre de Kirkman pegado al título.
| Título                                                | ISBN          | Lanzamiento            | Escritor                       |
| ----------------------------------------------------- | ------------- | ---------------------- | ------------------------------ |
| The Walking Dead: Rise of the Governor                | 9780312547738 | 11 de octubre de 2011  | Robert Kirkman, Jay Bonansinga |
| The Walking Dead: The Road to Woodbury                | 9780312547745 | 16 de octubrer de 2012 | Robert Kirkman, Jay Bonansinga |
| A Walking Dead Short: Just Another Day at the Office  | 9781466831964 | 4 de diciembre de 2012 | Robert Kirkman, Jay Bonansinga |
| The Walking Dead: The Fall of the Governor, parte 1   | 9781250020642 | 8 de octubre de 2013   | Robert Kirkman, Jay Bonansinga |
| The Walking Dead: The Fall of the Governor, parte 2   | 9781447266822 | 4 de marzo de 2014     | Jay Bonansinga                 |
| Robert Kirkman's The Walking Dead: Descent            | 9781250057174 | 14 de octubre de 2014  | Jay Bonansinga                 |
| Robert Kirkman's The Walking Dead: Invasion           | 9781250058508 | 6 de octubre de 2015   | Jay Bonansinga                 |
| Robert Kirkman's The Walking Dead: Search and Destroy | 9781250058515 | 18 de octubre de 2016  | Jay Bonansinga                 |
| Robert Kirkman's The Walking Dead: Return to Woodbury | 9781250058522 | 17 de octubre de 2017  | Jay Bonansinga                 |
| Robert Kirkman's The Walking Dead: Typhoon            | 9781508297116 | 1 de octubre de 2019   | Wesley Chu                     |

### Especiales
Además de los comics se publicaron diversas historietas para complementar a los personajes, los 4 primeros volúmenes especiales se lanzaron en el Día del Cómic Gratis (Free Comic Book Day):
| Título                         | ISBN                | Lanzamiento           |
| ------------------------------ | ------------------- | --------------------- |
| Michonne Special               | Free Comic Book Day | 16 de marzo de 2002   |
| The Governor Special           | Free Comic Book Day | 13 de febrero de 2013 |
| Free Comic Book Day Special    | Free Comic Book Day | 4 de mayo de 2013     |
| Morgan Special                 | Free Comic Book Day | 5 de mayo de 2013     |
| Tyreese Special                | Free Comic Book Day | 9 de octubre de 2013  |
| The Walking Dead: Alien        | 978-1534316591      | 20 de abril de 2016   |
| The Walking Dead: Here's Negan | 978-1534303270      | 27 de abril de 2016   |
| Negan Lives!                   |                     | 1 de julio de 2020    |
| Rick Grimes 2000               | 978-1534322233      | 7 de julio de 2021    |
| Clementine Lives!              |                     | 7 de julio de 2021    |
| Clementine Book One            | 978-1534321281      | 28 de junio de 2022   |
| Clementine Book Two            |                     | 3 de octubre de 2023  |

### Otras publicaciones
Además de los cómics y las novelas, se han publicado diversos libros auxiliares, y una edición especial que contienen detalle de los personajes del cómics, colecciones de portadas y obras digitales.
| Título                                               | ISBN           | Lanzamiento              |
| ---------------------------------------------------- | -------------- | ------------------------ |
| The Walking Dead Survivors' Guide                    | 1-60706-458-8  | 1 de noviembre de 2011   |
| The Walking Dead 100 Project                         | 1-60706-801-X  | 25 de septiembre de 2013 |
| The Walking Dead: The Covers – Volume 1              | 1-60706-002-7  | 6 de octubre de 2010     |
| The Walking Dead: The Covers – Volume 2              | 1-60706-595-9  | 9 de julio de 2013       |
| The Walking Dead: All Out War Artist's Proof Edition | 1-63215-038-7  | 1 de octubre de 2014     |
| The Walking Dead: Cutting-Room Floor                 | 978-1607065203 | 6 de enero de 2015       |

## Otros medios

### Variados
- McFarlane Toys fabricó figuras de acción que se asemejan a los personajes del cómic para su lanzamiento en septiembre de 2011. Además, en noviembre de 2011 se lanzaron figuras de acción que se asemejan a personajes de la serie de televisión, incluidos Rick Grimes, Daryl Dixon y un "caminante" desmembrable.
- Taverncraft ha producido vasos de pinta y jarras de The Walking Dead, y también tiene licencia para lanzar encendedores para la serie.[108]
- Titan Magazines publica The Walking Dead, la revista oficial desde octubre de 2012.[109]
- Se lanzaron dos mesas de pinball basadas en la serie: una mesa física desarrollada por Stern Pinball[110] y una virtual desarrollada y publicada por Zen Studios, basada en The Walking Dead: Season One de Telltale Games, fue lanzada el 27 de agosto de 2014 como contenido descargable para Zen Pinball 2 y Pinball FX 2, así como una aplicación paga separada en iOS y Android.[111][112] La adaptación de pinball está diseñada exclusivamente de modo que la mesa tiene forma y está rodeada por representaciones a escala de escenarios y lugares de los cinco episodios, y presenta exclusivamente modelos animados en 3-D de Lee y Clementine.[113]
- Wizards of the Coast trabajó con AMC para incluir personajes y elementos de The Walking Dead en Magic: El encuentro como parte de un juego de cartas de «Secret Lair» del 2020, dado que el juego de cartas ya había tenido la idea de los zombis dentro del juego.[114]

### Atracciones
- The Walking Dead: The Ride es una atracción embrujada de montaña rusa cubierta ubicada en Thorpe Park, Thorpe, Reino Unido. La atracción se rediseño a partir de una construcción que anteriormente estaba en pie y se inauguró en marzo de 2018 como parte del "Año de The Walking Dead".[115][116]

### Música
- Bear McCreary está a cargo de la composición de la música de la serie. El músico manifestó que el tema principal está basado en su visión del diseño de producción de la secuencia de apertura. En lugar de componer una pieza musical completa como en sus trabajos anteriores, McCreary se inclinó por hacer un motivo simple y repetitivo.[117] Hasta la fecha se han lanzado cuatro bandas sonoras de The Walking Dead. The Walking Dead: AMC Original Soundtrack, Vol. 1 se lanzó el 17 de marzo de 2013. Antes del lanzamiento del álbum, algunas de las canciones fueron lanzadas como sencillos digitales, la canción «The Parting Glass» fue interpretada por Emily Kinney y Lauren Cohan en octubre de 2012.[118] El álbum alcanzó el número 54 en la lista de Billboard 200 en la semana del 6 de abril de dicho año.[119]El segundo volumen se lanzó el 25 de marzo de 2014. Songs of Survival es una banda sonora de la tercera temporada y fue lanzado el 27 de agosto de 2013 por Republic Records como una exclusiva de Walmart para el lanzamiento de la edición especial de la tercera temporada. Songs of Survival, Vol. 2 es una banda sonora de la cuarta temporada y fue lanzada el 26 de agosto de 2014 por Republic Records.[120]

## Recepción

### Audiencias series
| Serie                     | Temp. | Episodios | Primera emisión          | Primera emisión      | Última emisión           | Última emisión       | Prom. de espectadores (millones) |
| Serie                     | Temp. | Episodios | Fecha                    | Audiencia (millones) | Fecha                    | Audiencia (millones) | Prom. de espectadores (millones) |
| ------------------------- | ----- | --------- | ------------------------ | -------------------- | ------------------------ | -------------------- | -------------------------------- |
| The Walking Dead          | 1     | 6         | 31 de octubre de 2010    | 5.35                 | 5 de diciembre de 2010   | 5.97                 | 5.24                             |
| The Walking Dead          | 2     | 13        | 16 de octubre de 2011    | 7.26                 | 18 de marzo de 2012      | 8.99                 | 6.90                             |
| The Walking Dead          | 3     | 16        | 14 de octubre de 2012    | 10.87                | 31 de marzo de 2013      | 12.40                | 10.75                            |
| The Walking Dead          | 4     | 16        | 13 de octubre de 2013    | 16.11                | 30 de marzo de 2014      | 15.68                | 13.33                            |
| The Walking Dead          | 5     | 16        | 12 de octubre de 2014    | 17.30                | 29 de marzo de 2015      | 15.78                | 14.38                            |
| The Walking Dead          | 6     | 16        | 11 de octubre de 2015    | 14.63                | 3 de abril de 2016       | 14.19                | 13.15                            |
| The Walking Dead          | 7     | 16        | 23 de octubre de 2016    | 17.03                | 2 de abril de 2017       | 11.31                | 11.35                            |
| The Walking Dead          | 8     | 16        | 22 de octubre de 2017    | 11.44                | 15 de abril de 2018      | 7.92                 | 7.82                             |
| The Walking Dead          | 9     | 16        | 7 de octubre de 2018     | 6.08                 | 31 de marzo de 2019      | 5.02                 | 4.95                             |
| The Walking Dead          | 10    | 22        | 6 de octubre de 2019     | 4.00                 | 4 de abril de 2021       | 2.12                 | 3.04                             |
| The Walking Dead          | 11    | 24        | 22 de agosto de 2021     | 2.22                 | 20 de noviembre de 2022  | 2.27                 | 1.69                             |
| Fear the Walking Dead     | 1     | 6         | 23 de agosto de 2015     | 10.13                | 4 de octubre de 2015     | 6.86                 | 7.61                             |
| Fear the Walking Dead     | 2     | 15        | 10 de abril de 2016      | 6.67                 | 2 de octubre de 2016     | 3.05                 | 4.19                             |
| Fear the Walking Dead     | 3     | 16        | 4 de junio de 2017       | 3.11                 | 15 de octubre de 2017    | 2.23                 | 2.36                             |
| Fear the Walking Dead     | 4     | 16        | 15 de abril de 2018      | 4.09                 | 30 de septiembre de 2018 | 2.13                 | 2.27                             |
| Fear the Walking Dead     | 5     | 16        | 2 de junio de 2019       | 1.97                 | 29 de septiembre de 2019 | 1.51                 | 1.51                             |
| Fear the Walking Dead     | 6     | 16        | 11 de octubre de 2020    | 1.59                 | 13 de junio de 2021      | 1.05                 | 1.18                             |
| Fear the Walking Dead     | 7     | 16        | 17 de octubre de 2021    | 1.09                 | 5 de junio de 2022       | 0.71                 | 0.82                             |
| Fear the Walking Dead     | 8     | 12        | 14 de mayo de 2023       | 0.56                 | 19 de noviembre de 2023  | 0.44                 | 0.49                             |
| World Beyond              | 1     | 10        | 4 de octubre de 2020     | 1.595                | 29 de noviembre de 2020  | 0.618                | 0.881                            |
| World Beyond              | 2     | 10        | 3 de octubre de 2021     | 0.753                | 5 de diciembre de 2021   | 0.428                | 0.584                            |
| Tales of the Walking Dead | 1     | 6         | 14 de agosto de 2022     | 0.572                | 18 de septiembre de 2022 | 0.378                | 0.437                            |
| Dead City                 | 1     | 6         | 18 de junio de 2023      | 0.704                | 23 de julio de 2023      | 0.618                | 0.685                            |
| Daryl Dixon               | 1     | 6         | 10 de septiembre de 2023 | 0.631                | 15 de octubre de 2023    | 0.688                | 0.647                            |
| The Ones Who Live         | 1     | 6         | 25 de febrero de 2024    | 0.896                | 31 de marzo de 2024      | 0.852                | 0.871                            |

### Recepción crítica series
| Serie                     | Temp. | Rotten Tomatoes   | Metacritic      |
| ------------------------- | ----- | ----------------- | --------------- |
| The Walking Dead          | 1     | 87% (100 reseñas) | 82 (25 reseñas) |
| The Walking Dead          | 2     | 80% (203 reseñas) | 80 (22 reseñas) |
| The Walking Dead          | 3     | 88% (327 reseñas) | 82 (19 reseñas) |
| The Walking Dead          | 4     | 81% (316 reseñas) | 75 (16 reseñas) |
| The Walking Dead          | 5     | 90% (374 reseñas) | 80 (11 reseñas) |
| The Walking Dead          | 6     | 76% (512 reseñas) | 79 (10 reseñas) |
| The Walking Dead          | 7     | 66% (620 reseñas) | —               |
| The Walking Dead          | 8     | 65% (447 reseñas) | —               |
| The Walking Dead          | 9     | 89% (364 reseñas) | 72 (4 reseñas)  |
| The Walking Dead          | 10    | 77% (392 reseñas) | —               |
| The Walking Dead          | 11    | 81% (224 reseñas) | —               |
| Fear the Walking Dead     | 1     | 76% (206 reseñas) | 66 (33 reseñas) |
| Fear the Walking Dead     | 2     | 70% (223 reseñas) | 54 (12 reseñas) |
| Fear the Walking Dead     | 3     | 84% (110 reseñas) | —               |
| Fear the Walking Dead     | 4     | 80% (164 reseñas) | —               |
| Fear the Walking Dead     | 5     | 55% (211 reseñas) | —               |
| Fear the Walking Dead     | 6     | 89% (9 reseñas)   | —               |
| Fear the Walking Dead     | 8     | 60% (5 reseñas)   | —               |
| World Beyond              | 1     | 46% (24 reseñas)  | 48 (10 reseñas) |
| Tales of the Walking Dead | 1     | 74% (29 reseñas)  | 60 (8 reseñas)  |
| Dead City                 | 1     | 86% (30 reseñas)  | 59 (8 reseñas)  |
| Daryl Dixon               | 1     | 82% (38 reseñas)  | 70 (14 reseñas) |
| The Ones Who Live         | 1     | 91% (33 reseñas)  | 62 (11 reseñas) |

### Recepción videojuegos
| Serie                                            | Serie                                            | Metacritic                            | Metacritic                            | Metacritic                            | Metacritic                            | Metacritic                            | Metacritic                            | Metacritic                            | Metacritic                            | Metacritic                            |
| Serie                                            | Serie                                            | PC                                    | PS3                                   | PS4                                   | PS5                                   | PSVITA                                | X360                                  | XONE                                  | NS                                    | iOS                                   |
| Serie de videojuego de Telltale Games            | Serie de videojuego de Telltale Games            | Serie de videojuego de Telltale Games | Serie de videojuego de Telltale Games | Serie de videojuego de Telltale Games | Serie de videojuego de Telltale Games | Serie de videojuego de Telltale Games | Serie de videojuego de Telltale Games | Serie de videojuego de Telltale Games | Serie de videojuego de Telltale Games | Serie de videojuego de Telltale Games |
| ------------------------------------------------ | ------------------------------------------------ | ------------------------------------- | ------------------------------------- | ------------------------------------- | ------------------------------------- | ------------------------------------- | ------------------------------------- | ------------------------------------- | ------------------------------------- | ------------------------------------- |
| TWD: Season One                                  | Episodio 1: A New Day                            | 82                                    | 84                                    | —                                     | —                                     | —                                     | 79                                    | —                                     | —                                     | —                                     |
| TWD: Season One                                  | Episodio 2: Starved for Help                     | 84                                    | 84                                    | —                                     | —                                     | —                                     | 84                                    | —                                     | —                                     | —                                     |
| TWD: Season One                                  | Episodio 3: Long Road Ahead                      | 85                                    | 87                                    | —                                     | —                                     | —                                     | 88                                    | —                                     | —                                     | —                                     |
| TWD: Season One                                  | Episodio 4: Around Every Corner                  | 80                                    | 81                                    | —                                     | —                                     | —                                     | 82                                    | —                                     | —                                     | —                                     |
| TWD: Season One                                  | Episodio 5: No Time Left                         | 89                                    | 91                                    | —                                     | —                                     | —                                     | 89                                    | —                                     | —                                     | —                                     |
| TWD: Season One                                  | Special Episode: 400 Days                        | 78                                    | 78                                    | —                                     | —                                     | —                                     | 80                                    | —                                     | —                                     | —                                     |
| TWD: Season One                                  | A Telltale Games Series                          | 89                                    | 94                                    | —                                     | —                                     | 82                                    | 92                                    | —                                     | —                                     | —                                     |
| TWD: Season Two                                  | Episodio 1: All That Remains                     | 75                                    | 84                                    | —                                     | —                                     | —                                     | 80                                    | —                                     | —                                     | —                                     |
| TWD: Season Two                                  | Episodio 2: A House Divided                      | 81                                    | 82                                    | —                                     | —                                     | —                                     | 80                                    | —                                     | —                                     | —                                     |
| TWD: Season Two                                  | Episodio 3: In Harm's Way                        | 81                                    | 80                                    | —                                     | —                                     | —                                     | 82                                    | —                                     | —                                     | —                                     |
| TWD: Season Two                                  | Episodio 4: Amid the Ruins                       | 78                                    | 78                                    | —                                     | —                                     | —                                     | 71                                    | —                                     | —                                     | —                                     |
| TWD: Season Two                                  | Episodio 5: No Going Back                        | 78                                    | 91                                    | —                                     | —                                     | —                                     | 84                                    | —                                     | —                                     | —                                     |
| TWD: Season Two                                  | A Telltale Games Series                          | 80                                    | —                                     | 81                                    | —                                     | —                                     | —                                     | —                                     | —                                     | —                                     |
| TWD: Michonne                                    | Episodio 1: In Too Deep                          | 69                                    | —                                     | 70                                    | —                                     | —                                     | —                                     | 65                                    | —                                     | —                                     |
| TWD: Michonne                                    | Episodio 2: Give No Shelter                      | 66                                    | —                                     | 82                                    | —                                     | —                                     | —                                     | 78                                    | —                                     | —                                     |
| TWD: Michonne                                    | Episodio 3: What We Deserve                      | 71                                    | —                                     | 76                                    | —                                     | —                                     | —                                     | 73                                    | —                                     | —                                     |
| TWD: Michonne                                    | A Telltale Miniseries                            | 67                                    | —                                     | 64                                    | —                                     | —                                     | —                                     | —                                     | —                                     | —                                     |
| TWD: A New Frontier                              | Episodio 1: Ties That Bind Part One              | 81                                    | —                                     | 80                                    | —                                     | —                                     | —                                     | 78                                    | —                                     | —                                     |
| TWD: A New Frontier                              | Episodio 2: Ties That Bind Part Two              | 80                                    | —                                     | 80                                    | —                                     | —                                     | —                                     | 78                                    | —                                     | —                                     |
| TWD: A New Frontier                              | Episodio 3: Above the Law                        | 75                                    | —                                     | 69                                    | —                                     | —                                     | —                                     | 73                                    | —                                     | —                                     |
| TWD: A New Frontier                              | Episodio 4: Thicker Than Water                   | 72                                    | —                                     | 65                                    | —                                     | —                                     | —                                     | 73                                    | —                                     | —                                     |
| TWD: A New Frontier                              | Episodio 5: From The Gallows                     | 74                                    | —                                     | 71                                    | —                                     | —                                     | —                                     | 64                                    | —                                     | —                                     |
| TWD: A New Frontier                              | Complete Season                                  | 77                                    | —                                     | 78                                    | —                                     | —                                     | —                                     | 78                                    | 80                                    | —                                     |
| TWD: The Final Season                            | Episodio 1: Done Running                         | 76                                    | —                                     | 75                                    | —                                     | —                                     | —                                     | 72                                    | 75                                    | —                                     |
| TWD: The Final Season                            | Episodio 2: Suffer the Children                  | 69                                    | —                                     | 71                                    | —                                     | —                                     | —                                     | 75                                    | 70                                    | —                                     |
| TWD: The Final Season                            | Episodio 3: Broken Toys                          | 74                                    | —                                     | 78                                    | —                                     | —                                     | —                                     | 80                                    | 80                                    | —                                     |
| TWD: The Final Season                            | Episodio 4: Take Us Back                         | 79                                    | —                                     | 75                                    | —                                     | —                                     | —                                     | 85                                    | 83                                    | —                                     |
| Serie de videojuego de Skydance Interactive      |                                                  |                                       |                                       |                                       |                                       |                                       |                                       |                                       |                                       |                                       |
| The Walking Dead: Saints & Sinners               | The Walking Dead: Saints & Sinners               | 81                                    | —                                     | 79                                    | —                                     | —                                     | —                                     | —                                     | —                                     | —                                     |
| The Walking Dead: Saints & Sinners: Retribution  | The Walking Dead: Saints & Sinners: Retribution  | —                                     | —                                     | —                                     | 72                                    | —                                     | —                                     | —                                     | —                                     | —                                     |
| Otros videojuegos de plataforma                  |                                                  |                                       |                                       |                                       |                                       |                                       |                                       |                                       |                                       |                                       |
| The Walking Dead: Dead Reckoning                 | The Walking Dead: Dead Reckoning                 | —                                     | —                                     | —                                     | —                                     | —                                     | —                                     | —                                     | —                                     | —                                     |
| The Walking Dead: Social Game                    | The Walking Dead: Social Game                    | —                                     | —                                     | —                                     | —                                     | —                                     | —                                     | —                                     | —                                     | —                                     |
| The Walking Dead: Assault                        | The Walking Dead: Assault                        | —                                     | —                                     | —                                     | —                                     | —                                     | —                                     | —                                     | —                                     | 78                                    |
| The Walking Dead: Survival Instinct              | The Walking Dead: Survival Instinct              | 38                                    | 34                                    | —                                     | —                                     | —                                     | 32                                    | —                                     | —                                     | —                                     |
| The Walking Dead: The Escapists                  | The Walking Dead: The Escapists                  | 66                                    | —                                     | 63                                    | —                                     | —                                     | —                                     | 65                                    | —                                     | —                                     |
| The Walking Dead: Road to Survival               | The Walking Dead: Road to Survival               | —                                     | —                                     | —                                     | —                                     | —                                     | —                                     | —                                     | —                                     | 73                                    |
| The Walking Dead: No Man's Land                  | The Walking Dead: No Man's Land                  | —                                     | —                                     | —                                     | —                                     | —                                     | —                                     | —                                     | —                                     | 74                                    |
| The Walking Dead: Our World                      | The Walking Dead: Our World                      | —                                     | —                                     | —                                     | —                                     | —                                     | —                                     | —                                     | —                                     | —                                     |
| The Walking Dead: Overkill's                     | The Walking Dead: Overkill's                     | 51                                    | —                                     | —                                     | —                                     | —                                     | —                                     | —                                     | —                                     | —                                     |
| The Walking Dead Onslaught                       | The Walking Dead Onslaught                       | 56                                    | —                                     | 61                                    | —                                     | —                                     | —                                     | —                                     | —                                     | —                                     |
| The Walking Dead: The Telltale Definitive Series | The Walking Dead: The Telltale Definitive Series | 77                                    | —                                     | 78                                    | —                                     | —                                     | —                                     | 78                                    | 80                                    | —                                     |
| The Walking Dead: Survivors                      | The Walking Dead: Survivors                      | —                                     | —                                     | —                                     | —                                     | —                                     | —                                     | —                                     | —                                     | —                                     |
| The Walking Dead: All-Stars                      | The Walking Dead: All-Stars                      | —                                     | —                                     | —                                     | —                                     | —                                     | —                                     | —                                     | —                                     | —                                     |
| The Walking Dead: Last Mile                      | The Walking Dead: Last Mile                      | —                                     | —                                     | —                                     | —                                     | —                                     | —                                     | —                                     | —                                     | —                                     |
| The Walking Dead: Destinies                      | The Walking Dead: Destinies                      | —                                     | —                                     | —                                     | 29                                    | —                                     | —                                     | —                                     | —                                     | —                                     |